# John Ross Tower
John Ross Tower es un rascacielos de condominios en el vecindario South Waterfront en Portland, la ciudad más poblada del estado de Oregón (Estados Unidos). Se encuentra a una altura de 99,1 metros, el primer edificio del distrito en alcanzar la altura máxima permitida para el desarrollo y el séptimo edificio más alto de Portland. También es el edificio residencial más grande construido en Portland desde el KOIN Center en 1984. Fue diseñado por la firma de TVA Architects y se completó en 2007. The Oregonian llamó el "símbolo de la moda de los condominios" en Portland, con la apertura de ventas "en el apogeo de la burbuja de los condominios" en 2005.
El edificio tiene 31 pisos de forma elíptica y 303 unidades. El ático más alto ocupa todo el piso 31 y permite una vista completa de 360 grados. En marzo de 2010, 80 unidades estaban sin vender y 50 se vendieron en una subasta en abril de 2010, algunas con un 70 % de descuento del precio de venta original.